# Witborstnigrita
De witborstnigrita (Nigrita fusconotus) is een zangvogel uit de familie Estrildidae (prachtvinken).

## Verspreiding en leefgebied
Deze soort telt 2 ondersoorten:
- N. f. uropygialis: van Guinee tot zuidwestelijk Nigeria.
- N. f. fusconotus: van zuidoostelijk Nigeria en Kameroen tot Oeganda, westelijk Kenia, Angola en het eiland Bioko.